# Svenska kyrktuppsfrämjandet
Svenska kyrktuppsfrämjandet är en förening som ägnar sig åt inspektion och vård av kyrktuppar i Sverige. Man utnämner även "Årets kyrktupp" i samarbete med tidningen Land. Den första kyrktuppen utsågs 1979. Vinnare då blev kyrktuppen på Årsunda kyrka i Gästrikland. Kyrktuppsfrämjandet trycker också upp brevmärken om kyrktuppar.

## Årets kyrktupp
- 1979 - Årsunda kyrka, Gästrikland

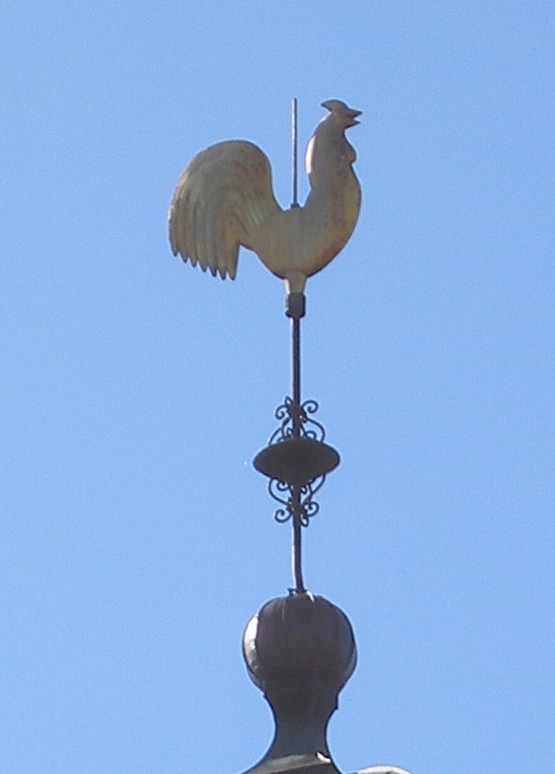
Årets kyrktupp 2007, Kågedalens kyrka.

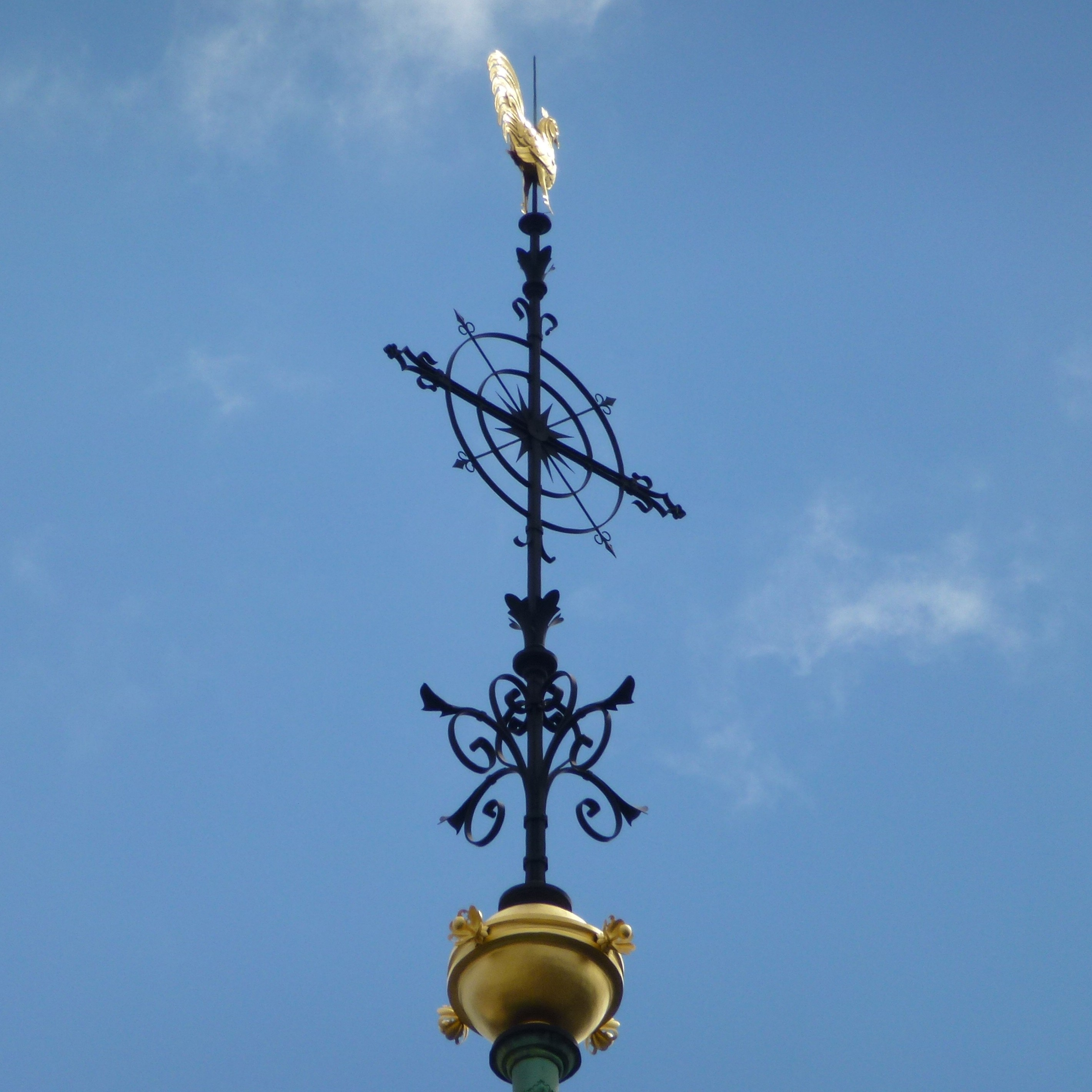
Årets kyrktupp 2006, Klara kyrka.

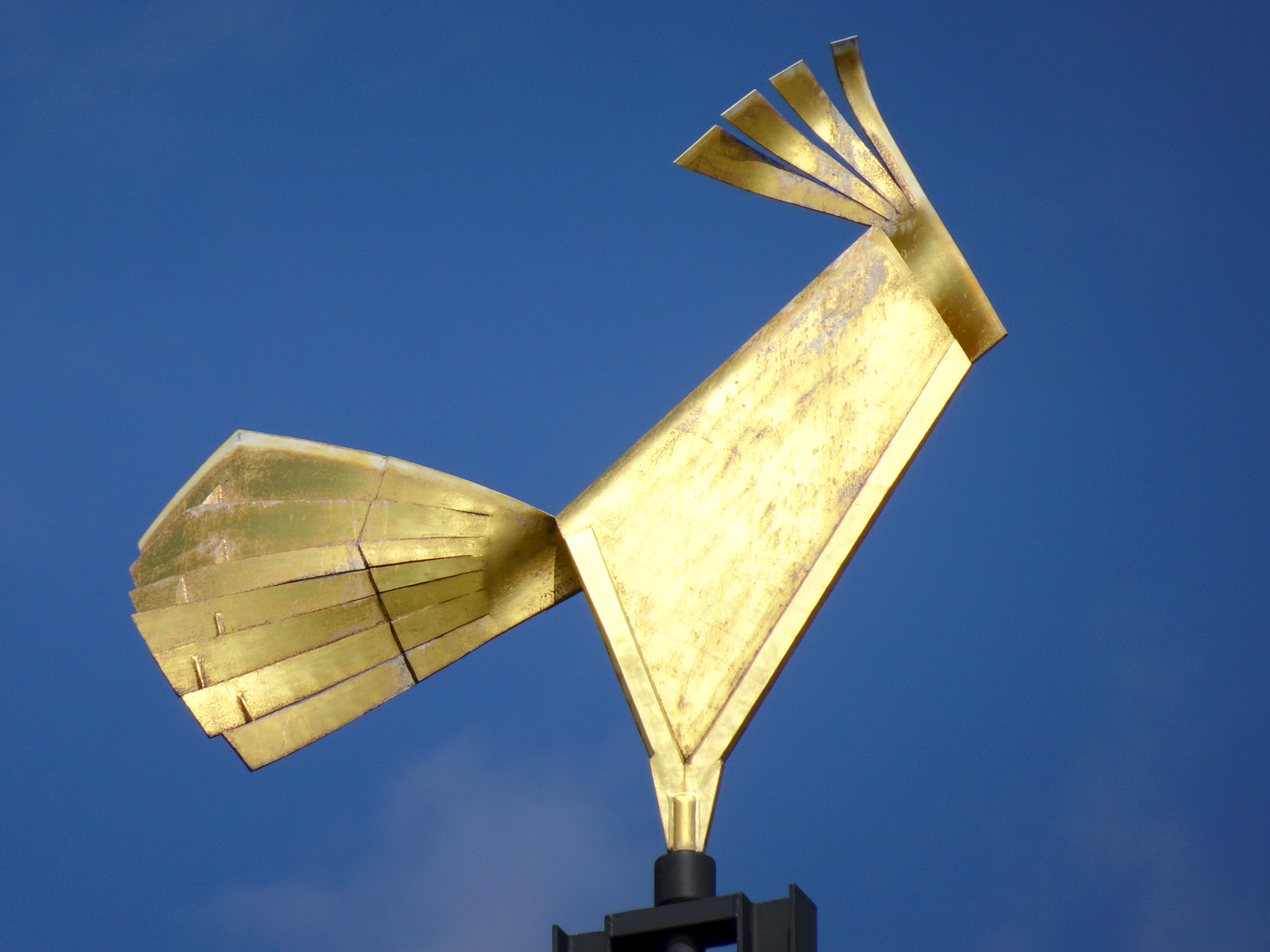
Årets kyrktupp 1997, Vantörs kyrka.

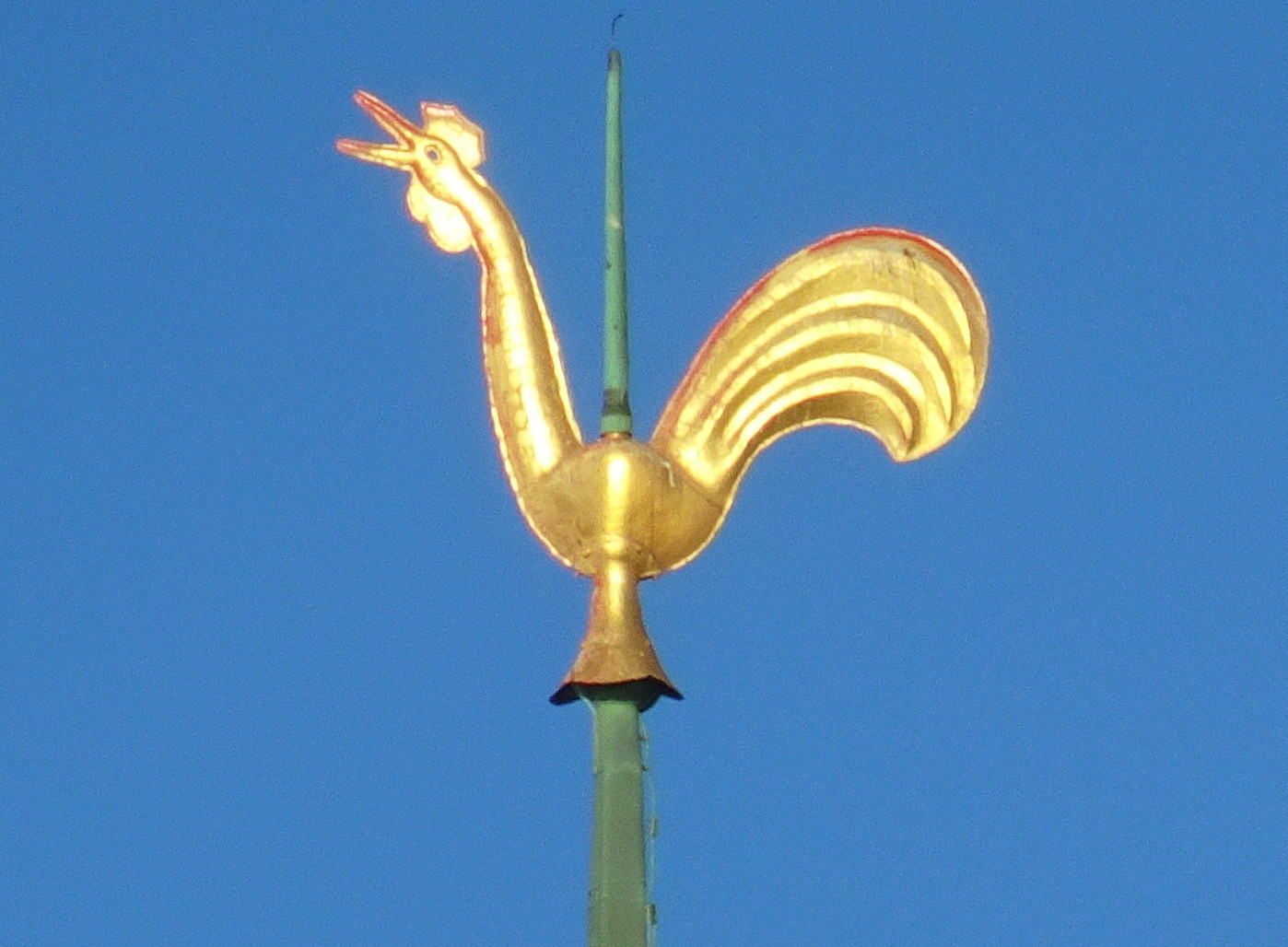
Årets kyrktupp 1995, Högalids kyrka.

- 1980 - "Lottbo kyrka", flyttblock i Säters kommun, Dalarna
- 1981 - Staffans kyrka i Gävle, Gästrikland
- 1982 - Tillinge kyrka i Uppland
- 1983 - Hedvig Eleonora kyrka i Stockholm
- 1984 - Hälsingtuna kyrka, Hälsingland
- 1985 - Sankta Birgitta Kyrka i Kalmar, Småland
- 1986 - Masthuggskyrkan i Göteborg, Västergötland
- 1987 - Vikenkyrkan i Viken, Värmland
- 1988 - Sankt Nikolai kyrka i Örebro, Närke
- 1989 - Danmarks kyrka, Uppland
- 1990 - Bygdeå kyrka, Västerbotten
- 1991 - Strängnäs domkyrka i Strängnäs, Södermanland
- 1992 - Stuguns kyrka, Jämtland
- 1993 - Björkhällakyrkan, Östergötland
- 1994 - Västra Vingåkers kyrka, Södermanland
- 1995 - Högalids kyrka i Stockholm
- 1996 - Svennevads kyrka, Närke och Sollerö kyrka, Dalarna
- 1997 - Vantörs kyrka i Högdalen, Stockholm
- 1998 - Vallentuna kyrka, Uppland
- 1999 - Vitaby kyrka, Skåne
- 2000 - Karlstorps kyrka, Småland
- 2001 - Nora kyrka i Tärnsjö, Uppland
- 2002 - Ingen "Årets kyrktupp" utsågs - däremot "Alla tiders kyrktupp" bland tidigare vinnare, vilken blev Karlstorps kyrka (vinnare 2000).
- 2003 - Arboga stadskyrka, Västmanland
- 2004 - Sankta Maria domkyrka i Visby, Gotland
- 2005 - Envikens nya kyrka, Dalarna
- 2006 - Klara kyrka i Stockholm
- 2007 - Kågedalens kyrka i Kusmark, Västerbotten
- 2008 - Alnö gamla kyrka i Alnö, Medelpad
- 2009 - Soldatkyrkan i Gävle, Gästrikland
- 2010 - Ceciliakapellet i Oskarshamn, Småland
- 2011 - Lillhärdals kyrka, Härjedalen
- 2012 - Toleredskyrkan i Göteborg, Västergötland
- 2013 - Vårdinge kyrka, Södermanland
- 2014 - Flymens kyrka, Blekinge[1]
- 2015 - Gottsunda kyrka, Uppland[2]
- 2016 - Sankta Birgitta kyrka i Kalmar, Småland[3]
- 2017 - Klövsjö kyrka, Jämtland[4]
- 2018 - Älmhults kyrka, Småland[5]